# Hylemera nivea
Hylemera nivea är en fjärilsart som beskrevs av Butler 1882. Hylemera nivea ingår i släktet Hylemera och familjen mätare. Inga underarter finns listade i Catalogue of Life.